# Planaturus lundbladi
Planaturus lundbladi är en kvalsterart som beskrevs av Cook 1983. Planaturus lundbladi ingår i släktet Planaturus och familjen Aturidae. Inga underarter finns listade i Catalogue of Life.